# マチェイ・ランペ
マーチェイ・ランペ（Maciej Lampe）ことマチェイ・ボレスワフ・ランペ（Maciej Bolesław Lampe、1985年2月5日 - ）は、ポーランドのプロバスケットボール選手。イスラエル男子プロバスケットボールリーグ1部BSL（別名：リガット・ウィナー）の名門マッカビ・テルアビブ所属。ウッチ県ウッチ出身。ポジションはパワーフォワード、センター。211cm、110kg。